# Ichthyodinium chabelardi
Ichthyodinium chabelardi Hollande & J. Cachon é uma espécie de dinoflagelado que ocorre como parasita em ovas de diversos géneros de peixes pelágicos.